# Enquête sur la mort par empoisonnement du détenu Pisciotta Gaspare
Enquête sur la mort par empoisonnement du détenu Pisciotta Gaspare () est un film biographique franco-italien réalisé par Eriprando Visconti et sorti en 1972.

## Synopsis
Le film raconte l'histoire de Gaspare Pisciotta, lieutenant du bandit Salvatore Giuliano, mort empoisonné en prison en 1954.

## Fiche technique
Sauf indication contraire, les informations mentionnées dans cette section peuvent être confirmées par la base de données cinématographiques IMDb,  présente dans la section « Liens externes ».
- Titre français : Enquête sur la mort par empoisonnement du détenu Pisciotta Gaspare[2],[3]
- Titre original italien : Il caso Pisciotta ou Inchiesta sulla morte per veneficio del detenuto Pisciotta Gaspare[4]
- Réalisation : Eriprando Visconti
- Scénario : Nico Ducci, Mino Roli, Eriprando Visconti
- Photographie : Erico Menczer (it)
- Montage : Franco Arcalli
- Musique : Antonino Riccardo Luciani (it)
- Décors : Luigi Scaccianoce, Bruno Cesari
- Costumes : Marilù Carteny
- Production : Carlo Ponti, Clément Legoueix
- Société de production : Compagnia Cinematografica Champion (Rome), Les Films Concordia (Paris)
- Pays de production :  Italie -  France
- Langue de tournage : italien
- Format : couleur - Son mono - 35 mm
- Durée : 98 minutes (1 h 38)
- Genre : historique / biographique politique[2]
- Dates de sortie :
  - Italie : 23 novembre 1972

## Distribution
- Tony Musante : Francesco Scauri, l'adjoint du procureur
- Carla Gravina : Gemma
- Salvo Randone : Don Ferdinando Cusimano
- Saro Urzì : Don Vincenzo Coluzzi
- Arturo Dominici : Michele Scauri
- Mico Cundari : D'Eusebio, le journaliste
- Michele Placido : Amerigo Lo Jacono
- Corrado Gaipa : Le directeur de la prison
- Duilio Del Prete : Agent Sciurti
- Nino Terzo : Rocco Minotti
- Renato Pinciroli : Salvatore Pisciotta
- Paolo Modugno : Gaspare Pisciotta
- Vittorio Mezzogiorno : Agent Beretta
- Antonio Casagrande : Le maréchal
- Sandro Merli : Le médecin légiste
- Simonetta Stefanelli : Anna